# Трансказахстанская железнодорожная магистраль
Трансказахстанская железнодорожная магистраль — принадлежит северному железнодорожному стволу ТрансКазахстан.
Эта железная дорога также является составной частью Северного транспортного коридора, который проходит через Китай, Казахстан, Россию, Беларусь, Польшу и Германию и «Большого кольца» железнодорожных путей в России и Казахстане.

## История
Участок Петропавловск — Кокчетав строился с 1920 по 1922 годы в связи с необходимостью освоения глубинных районов Казахстана и экспорта зерна. В 1924 год построен участок между Курорт-Боровым и Карагандой протяженностью свыше 700 км. Участок Караганда — Балхаш (490 км) был построен в 1930-х годах. Участок Мойынты — Чу открыт в 1953 году.